# Abdourahman Osman
Abdourahman Osman (arabisch عبدالرحمن عثمان; * 7. Dezember 1993 in Tadjoura) ist ein ehemaliger dschibutischer Schwimmer.

## Karriere
Osman nahm 2010 erstmals an Schwimmwettbewerben teil. Bei den Olympischen Jugend-Sommerspielen war er Fahnenträger der Mannschaft Dschibutis und platzierte sich über 50 m Freistil auf Rang 43. Im Folgejahr nahm er an den Weltmeisterschaften in Shanghai und den Afrikaspielen in Maputo teil. 2012 folgte eine Teilnahme an den Olympischen Spielen in London. Dort erreichte er über 50 m Freistil Platz 49 von 58. Bis zum Karriereende 2013 schlossen sich Teilnahmen des Dschibutiers bei den Kurzbahnweltmeisterschaften 2012 und den Weltmeisterschaften 2013 an.